# Peter Homann (Fotograf)

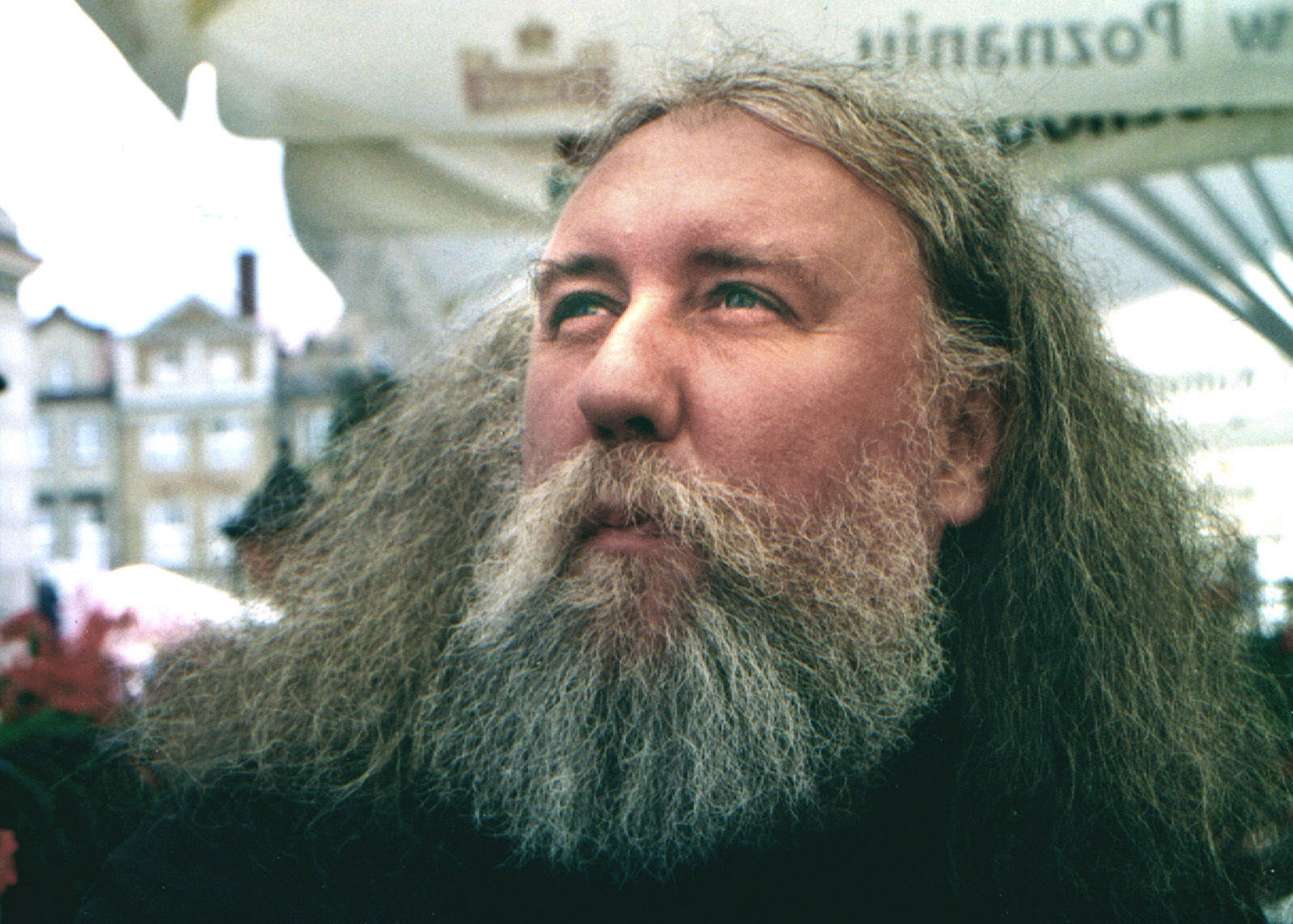
Peter Homann

Peter Homann (* 27. Februar 1959 in Berlin) ist ein deutscher Fotograf.
Peter Homann ist bekannt für seine Kreuzberg-, Demonstrations- und Hausbesetzungs-Fotos in den 1980er Jahren in West-Berlin. Seine Arbeitsschwerpunkte sind Politik, kulturelle Ereignisse und Reisefotos.

## Leben
Peter Homann begann im Alter von 18 Jahren zu fotografieren. Zunächst nahm er in seiner Freizeit alles auf, was ihm vor die Linse kam. Er schlug sich mit Hilfsarbeiterjobs durch und nach Feierabend und an den Wochenenden fotografierte er mit seiner Praktika L2 Kamera das Alltagsleben in Kreuzberg. Anschließend entwickelte er seine Schwarzweiß-Bilder im eigenen Fotolabor.
Ende der 1970er Jahre kam es in Kreuzberg zu den ersten Protesten gegen Wohnungsnot und Häuserabriss. Diese weckten in Homann das politische Interesse und den Willen, diese Ereignisse in Bildern festzuhalten. Ab Ende 1980 fanden die Hausbesetzungen in West-Berlin statt, es war der Beginn der Instandbesetzer-Bewegung.  Hier fotografierte Homann auf Demonstrationen die Proteste und Auseinandersetzungen mit der Polizei. In dieser Zeit hatte er bereits regelmäßige Veröffentlichungen in Zeitungen und Zeitschriften. Das Stadtmagazin zitty war  ein dankbarer Abnehmer seiner Fotos. Die freie Mitarbeit bei zitty  dauerte bis 1991.
1982 wagte Homann den Sprung in die Selbständigkeit und die Herausgabe von  Fotokalendern und Fotopostkarten im Eigenverlag. Ab 1983 arbeitete Homann  für die taz und 1984 begann die Mitarbeit bei der sozialistischen Tageszeitung Die Wahrheit, bei der er bis zur Wende und bis zum Zusammenbruch der DDR 1990 fester freier Fotograf war. Innerhalb weniger Tage wurde die Zeitung dann jedoch wegen Finanzmangels eingestellt.
Peter Homann gründete 1990 mit dem  schreibenden Journalisten Michael Ringelsiep die Gegendruck-Presseagentur, die bis zum heutigen Tage in wechselnder Besetzung existiert und auch komplette Fotoreportagen sowie zwei Bücher veröffentlicht hat. Homann fotografierte von 1992 bis 2006 auf Filmfestivals wie der Berlinale, in den 1990er Jahren auch dem Filmfest Potsdam und dem Filmfest München (für die Märkische Allgemeine). Von 1994 bis 1999 war Homann für die Fotodokumentation der Woche der Begegnungen mit Kunst und Kultur im Land Brandenburg zuständig. Zu Gast waren die Länder Israel, Frankreich, Niederlande, Großbritannien und Italien.
Auf mehreren Reisen in Europa hat Homann zahlreiche Reisefotos gemacht, unter anderem auf Kreta, in Paris, in Südfrankreich und in Wien.
Veröffentlichungen hatte Homann neben der zitty und der taz auch im Stern (im Mai 1987 eine Doppelseite über die Maikrawalle in Kreuzberg sowie im Februar 2003 eine Doppelseite von den Protesten gegen den Irak-Krieg in Berlin), im Spiegel, in weiteren Zeitschriften und mehreren Büchern.
Ebenfalls seit den 1990er Jahren fotografierte Peter Homann regelmäßig auf der Straße bei Demonstrationen zum Beispiel gegen Neonazi-Aufmärsche, bei Hartz-IV-Protesten oder bei den Occupy-Demonstrationen. Bei Demonstrationen betätigt er sich auch heute noch als Pressefotograf. Sein spezielles Interesse gilt seit vielen Jahren der Mieterbewegung in Berlin. Er fotografiert regelmäßig für Berliner Mietermagazine. Seit vielen Jahren verwendet HomannCanon-EOS-Digitalkameras.
Von 2010 bis 2018 wurde Peter Homann von der Pressefotoagentur bsd-photo-archiv vertreten, dort waren neben aktuellen auch seine früheren Bilder aus den 1980er Jahren zu finden.
Peter Homann hat in dreißig Jahren zahlreiche nationale und internationale Filmschauspieler, Regisseure, Autoren, Künstler und Musiker fotografiert, darunter:
- Herbert Achternbusch
- Mario Adorf
- Götz George
- Günter Grass
- Iris Berben
- Joseph Beuys
- David Bowie
- Klaus Maria Brandauer
- Detlev Buck
- Eric Burdon
- Nicolas Cage
- Claudia Cardinale
- Claude Chabrol
- George Clooney
- Sean Connery
- Daniel Craig
- Alain Delon
- Catherine Deneuve
- Leonardo DiCaprio
- Kirk Douglas
- Bernd Eichinger
- Nina Hoss
- Lotti Huber
- Harald Juhnke
- Gudrun Landgrebe
- Jack Lemmon
- Sophia Loren
- Bob Marley
- Roger Moore
- Wolfgang Niedecken
- Robert De Niro
- Michel Piccoli
- Julia Roberts
- Isabella Rossellini
- Volker Schlöndorff
- Maria Schrader
- Hanna Schygulla
- Johannes Mario Simmel
- Oliver Stone
- Mikis Theodorakis
- Katharina Thalbach
- Jürgen Vogel
- Denzel Washington
- Wim Wenders
- Billy Wilder
- Bruce Willis
- Christa Wolf

## Ausstellungen in Berlin
- Ein fotografischer Streifzug durch fünf wechselvolle Jahre 1980–1985, im Januar 1986
- 10 Jahre Pressefotografie 1979–1989,  im April 1989
- 30 Jahre  Pressefotografie 1979–2009, im April 2009[1]
- Die Mauer – die Wende – die Bilder, im November 2009[2]
- Augenblicke – Schnappschüsse aus über 30 Jahren, im März 2011
- Verschiedene Gruppenausstellungen wie 30 Jahre Hausbesetzerbewegung in Berlin-Kreuzberg im Mai 2011.

## Veröffentlichungen und Werke
- Peter Bachstein und Peter Homann:  Kalksteintagebau Rüdersdorf , Sutton-Verlag, Erfurt 2003, ISBN 3-89702-530-2
- Berlin-Marzahn – Bilder aus der DDR. Sutton-Verlag,  Erfurt 2004, ISBN 3-89702-662-7 (Peter Homann war für die Bildauswahl aus dem Bildarchiv des  Bezirksmuseums Marzahn-Hellersdorf verantwortlich)
- Postkartenserie  Alltag 1 (Berlin-Bilder),  Quorum-Verlag Berlin 1981
- Postkartenserie  Alltag 2 (Berlin-Bilder),  Quorum-Verlag Berlin 1982
- Fotokalender 1982: Berlin-Fotos, Eigenverlag Peter Homann 1981
- Fotokalender 1983: Berlin-Fotos und Politische Fotos, Eigenverlag Peter Homann 1982
- Fotokalender 1984: Berlin-Fotos und Politische Fotos, Eigenverlag Peter Homann 1983
- Postkarten, ca. 30 Motive, Eigenverlag Peter Homann, 1982 bis 1984